# Баллада о столе
«Баллада о столе» — советский кукольный мультипликационный фильм в жанре кино-плаката, поставленный в 1955 году на студии «Союзмультфильм» режиссёрами Михаилом Калининым и Романом Давыдовым по сценарию поэта Александра Безыменского, который совместно с мастером художественного чтения Игорем Ильинским озвучил мультфильм.

## Сюжет
Сатирическая история о маленьком работничке, которого за усердие и скромность повышают в должности. Став начальником некоего учреждения, герой мгновенно преображается: становится груб с сослуживцами и посетителями, никого не допускает в свой роскошно обставленный кабинет, а подлинную деловую деятельность подменяет бумажной волокитой. Но это продолжается недолго.

## Производство
В создании мультфильма использовалась «объёмная перекладка» — изготовление сменных объёмных фаз движения.